# Партия либерального фронта
Партия либерального фронта (ПЛФ)  — политическая партия Бразилии. Оригинальное название порт. Partido da Frente Liberal, сокращённо — PFL.
Партия основана в 1988 году, в 2007 году переименована в партию демократов.
Придерживалась правых взглядов.
См. Демократы (Бразилия)